# Lista de episódios de Julie e os Fantasmas
Segue abaixo uma lista de episódios da série de televisão, Julie e os Fantasmas exibida oficialmente pelo canal aberto Band (canal de TV) e produzida também pelo canal a cabo Nickelodeon. A série tem 26 episodios.

## Episódios
| Nº | Título                           | Estreia Band           | Estreia Nickelodeon    |
| --- | -------------------------------- | ---------------------- | ---------------------- |
| 1 | "Tem fantasma nessa casa"        | 20 de Outubro de 2011  | 3.1                    |
| Julie está em dúvida sobre participar do festival de música do colégio e faz audição para uma banda que precisa de vocalista. Ela perde o lugar para a sua principal inimiga Thalita. Para o dia ficar completo, Julie encontra uma banda de fantasmas dos anos 80 em um disco de vinil em sua nova casa. Julie e Daniel, o líder da banda, não se bicam logo de cara. Julie reúne coragem e se inscreve no festival para cantar sozinha. Quando chega o grande momento, seu nervosismo a trai e Daniel aparece para ajudá-la. Ela solta a voz e é aplaudida por todo o colégio. Menos por Nicolas, que está aos beijos com Thalita em outro canto do colégio. |                                  |                        |                        |
| 2 | "O fantasma e a mochila"         | 2.5                    | 27 de Outubro de 2011  |
| A professora devolve as redações com o tema “Minha Vida” e pelos comentários, ali pode estar todos os segredos sobre Nicolas. Bia e Julie têm a grande ideia de roubar a redação para saber mais sobre ele. Ela vai até a sala de aula durante o intervalo, mexe na mochila de Nicolas e quase é flagrada por Thalita. Ela escapa dessa, mas descobre que deixou seu celular cair dentro da mochila. Ela nem imagina a vergonha que seria se ele encontrasse! Julie precisa da ajuda dos seus amigos fantasmas e vai ter que superar a discussão com Daniel. Eles aceitam e abrem a porta da casa de Nicolas para ela entrar e recuperar o celular. Em troca, ela enche a edícula de instrumentos musicais para que os fantasmas possam voltar a tocar. |                                  |                        |                        |
| 3 | "Para sempre nos e os fantasmas" | 2.9                    | 3 de Novembro de 2011  |
| Bia estranha barulhos vindos da edícola da casa de Julie e começa a desconfiar de sua melhor amiga. Ao mesmo tempo, os fantasmas recebem a visita de Demétrius, da Polícia Espectral, que os lembra que não podem tocar nem aparecer para humanos, sob risco de sofrer uma severa punição. Preocupada, Bia conta à orientadora pedagógica do colégio que Julie não está bem, o que causa uma briga entre as duas, que logo terminam sua amizade. Enquanto Julie joga fora fotos com Bia, os fantasmas sugerem que as duas façam as pazes, e conseguem. Daniel, Martim e Félix, então, quebram as regras e aparecem para Bia e Pedrinho, e tocam, junto com Julie, uma linda canção sobre amizade, resultando numa reconciliação emocionante entre as duas amigas. |                                  |                        |                        |
| 4 | "Ai Que Vergonha"                | 7 de Novembro de 2011  | 10 de Novembro de 2011 |
| Buscando conhecer melhor Nicolas, Julie troca de lugar com Sizuko, uma aluna inteligente, num trabalho de física sobre eletromagnetismo, sabendo que ele estará neste grupo, Nicolas não aparece e foge para jogar secretamente RPG. Os fantasmas revelam como perderam a vida, e Bia faz uma pesquisa sobre a banda Apolo 81, conhecendo o seu único integrante ainda vivo. Julie e Nicolas enfim conseguem se conhecer, mas Thalita já começa a desconfiar dos dois. |                                  |                        |                        |
| 5 | "Razões & Emoções"               | 14 de Novembro de 2011 | 17 de Novembro de 2011 |
| Durante um ensaio, Daniel, bravo, diz à Julie que ela não tem talento para o rock. Revoltada, a garota deixa o ensaio, e os fantasmas, com a ajuda de Pedrinho, tentam procurar um vocalista para a banda. Quase todos são reprovados, por nervosismo ou desafinação, porém o último consegue cantar afinadamente. Empolgados, os fantasmas se levantam para aplaudí-lo, e ele foge. É quando Daniel, arrependido, pede desculpas à Julie, e ela volta à banda. Enquanto isso, Pedrinho tenta popularizar um vídeo em que seu amigo Patrick toca o Hino Nacional com as axilas. O episódio, indiretamente, celebrou o dia da Proclamação da República, seguinte à sua primeira exibição. |                                  |                        |                        |
| 6 | "De Salto Alto"                  | 21 de Novembro de 2011 | 24 de Novembro de 2011 |
| Julie consegue o papel principal de uma peça feita por alunos do colégio, mas terá de usar um salto alto. Ela pede ajuda à sua maior rival, Thalita, para se dar bem na apresentação. Porém a rival a engana, e consegue o papel de Julie. No final os fantasmas ajudam Julie a estragar o papel de Thalita. A peça, porém, acaba sendo um sucesso e no final, todos são aplaudidos de pé pelo colégio inteiro. Participação Especial: Penélope Nova |                                  |                        |                        |
| 7 | "O Primeiro Clipe"               | 28 de Novembro de 2011 | 1 de Dezembro de 2011  |
| Bia, Julie e Pedrinho resolvem gravar um videoclipe com os fantasmas. A princípio eles não concordam, mas logo aceitam aparecer disfarçados. Daniel, no entanto, é encontrado por Demétrius e pela polícia espectral, e seu sumiço faz com que, a princípio, as meninas desistam da ideia do clipe. Enquanto isso, Nicolas liga e marca um encontro com Julie, e Daniel sofre a maior punição de todos os fantasmas: rever seus maiores micos e podres de quando estava vivo. Débora, uma antiga colega de classe de Martim e Félix, surge do nada e os reconhece. Eles tentam fugir, mas a garota os convida para sair e eles vão a um karaokê fantasma. Daniel chega a pensar em desistir do grupo depois de tudo o que viu, e Nicolas revela ainda estar apaixonado por Thalita, com quem havia terminado. No final, Julie e os fantasmas riem de seus micos e resolvem gravar, assim mesmo, o vídeoclipe. Participação Especial: Manu Gavassi como Debora. |                                  |                        |                        |
| 8 | "Além Do Que Se Vê"              | 5 de Dezembro de 2011  | 8 de Dezembro de 2011  |
| Diante do sucesso do primeiro videoclipe, Julie e os fantasmas são convidados para o seu primeiro show. Mas há um obstáculo: a data do concerto é a mesma a qual o pai de Julie sempre faz uma pescaria anual com toda a família. E ele começa a desconfiar das atitudes da garota. O pai de Julie acha que ela esteja namorando e usa Valtinho, seu colega de classe cujo estava devendo a garota um favor, para fingir ser namorado de Julie e leva-la no cinema, o que na verdade era um modo de escapar para o show, mas Julie não podia esperar que Valtinho levaria o falso namoro a sério. |                                  |                        |                        |
| 9 | "Você Não Sabe"                  | 12 de Dezembro de 2011 | 15 de Dezembro de 2011 |
| Valtinho começa a levar a sério o falso namoro dele e Julie, enquanto Julie esta interessada por Nicolas. Bia e Shizuko começam a se interessar no novo voluntário da cantina. Julie descobre que depois de Daniel lhe dar um conselho, vê Nicolas ficando com outra garota numa festa. Julie canta para sala inteira uma musica que ela compôs para expressar o que sente. Participação Especial: Caíque Nogueira como Fred. |                                  |                        |                        |
| 10 | "NX Zero"                        | 19 de Dezembro de 2011 | 22 de Dezembro de 2011 |
| Julie e Bia tentam entram no hotel em que o NX Zero está hospedado e decidem armar um plano para encontrar a banda. A ideia é fazer com que ouçam o CD dos Insólitos e alavanquem a carreira do grupo. A ajuda dos fantasmas é parte vital do plano, o problema é que Daniel se recusa a participar da trama e proíbe Martim e Félix de oferecerem qualquer ajuda. Tudo porque Daniel, Martim e Félix tentaram encontrar um grande cantor de quem gostavam muito e que ainda está vivo no mundo real, mas quando Daniel entregou uma fita do Apolo 81 a ele, o músico disse para procurar outra carreira. Participações Especiais: Di Ferrero como ele mesmo, Gee Rocha como ele mesmo, Fi como ele mesmo, Caco como ele mesmo, Dani Weksler como ele mesmo e Roger Moreira como Chris Garcia. |                                  |                        |                        |
| 11 | "A Melhor Aluna da Classe"       | 11 de Abril de 2012    | 18 de Março de 2012    |
| O Pai de Julie acha o boletim de Julie e vê notas vermelhas e se ela não recuperar vai ficar de castigo, e Daniel ajuda Julie a colar na prova, olhando o gabarito escondido. Julie começa a se dar bem em todas as provas, e Shizuko fica triste porque não é mais a melhor aluna da classe. Julie descobre que a última prova vai ser oral, e a professora insinua para Julie que ela estava colando nas outras provas. Por orgulho, Julie decide conseguir passar na prova sem colar para provar para a professora, então passa a noite inteira estudando. Mas, na hora da prova, Julie erra de propósito, para deixar Shizuko feliz. O pai de Julie vê a nota ruim e, como castigo, a deixa sem ver seus instrumentos por um bom tempo. |                                  |                        |                        |
| 12 | "Reação Química"                 | 12 de Abril de 2012    | 25 de Março de 2012    |
| Quando Bia arranja um namorado, Julie e Daniel começam a passar mais tempo juntos. Quando Nicolas vem tomar o lugar do fantasma ao lado de Julie, ele fica mais do que incomodado. Enquanto isso Pedrinho tenta aprender a beijar com a ajuda dos fantasmas Martim e Felíx. Daniel vira suco na camisa de Nicolas, sem ele ver, e Julie fica brava. Furiosa, Julie fala para Daniel que eles nunca dariam certo namorando, pois ele é um fantasma. Daniel então fala que nem se ele fosse vivo, sentiria algo por Julie. O episódio acaba com Julie e Daniel pensando um no outro. |                                  |                        |                        |
| 13 | "O Caça-Fantasmas"               | 13 de Abril de 2012    | 1º de Abril de 2012    |
| O professor de física de Julie descobre que ela está dialogando e vendo fantasmas e tenta capturar eles. Enquanto isso, Daniel, Martim, Julie e Félix organizam seu 2º show mas despertam muita curiosidade por não mostrarem sua identidade e Demétrius vai atrás de Julie após descobrir que os fantasmas estão falando com humanos. No fim, eles estão no show, quando o professor de física pega uma arma caça-fantasmas e atira em Daniel, o qual some, deixando apenas sua fantasia de boi e sua guitarra no palco. A plateia acha que foram efeitos especiais e começam a aplaudir. Assim o episódio acaba, sem revelar o que vai acontecer com Daniel. Participações especiais: Fábio Herforo como Professor de Física e Edu Guimarães como Demétrius. |                                  |                        |                        |
| 14 | "O Caça-Fantasmas Parte II"      | 16 de Abril de 2012    | 7 de Abril de 2012     |
| A banda não sabe se deve ou não continuar o show sem Daniel. O professor de Julie tenta fazer o fantasma aparecer para ele, e o fantasma aparece, mas não é Daniel, e sim Demétrius. Julie, Felix e Martim acham Daniel no camarim e ele diz que foi nocauteado por Demétrius, e Demétrius entrou no palco fingindo ser ele, e então o professor de Julie pegou Demétrius no lugar de Daniel. Um professor apresenta João Paulo à turma, que vai ser um novo colega de Julie, Bia e Nícolas. Bia e Julie vão à uma cartomante e ela diz que Julie vai reconhecer o namorado dela quando ele a-devolver uma coisa que ela nem sabia que tinha perdido. O professor de física de Julie diz para ela que ele vai escravizar todos os outros fantasmas. Daniel, Felix e Martim vão salvar Demétrius, mas acabam caindo em um golpe. Julie e Bia percebem a demora dos fantasmas e vão procurá-lo na casa do professor. Elas conseguem salvá-los. Participação especial: Fábio Herforo como Professor de Física e Edu Guimarães como Demétrius e Gabriel Falcão como JP. |                                  |                        |                        |
| 15 | "JP"                             | 17 de Abril de 2012    | 7 de Abril de 2012     |
| O novo garoto que entrou na escola, JP, foi na verdade expulso de 6 outras escolas por "vandalizá-las" e agora quer fazer o mesmo com a escola de Julie, porque ele diz que os professores e diretores tratam os alunos como animais. Ele também começa a dar em cima de Julie, o que causa muito ciúmes em Nicolas. Participação Especial: Gabriel Falcão como JP. |                                  |                        |                        |
| 16 | "JP Parte II"                    | 19 de Abril de 2012    | 8 de Abril de 2012     |
| Julie e JP resolvem dar uma lição em Valtinho por ele fazer bullying com os nerds: Os dois vão botar pasta de dente na cadeira de Valtinho para ele ficar com as calças sujas. No recreio, quando a sala está vazia, eles vão lá, só que Jp decide fazer algo mais: pega um extintor de incêndio e o espirra na sala inteira deixando-a empoeirada - apesar de Julie não concordar com esta atitude. O zelador entra na sala, e vê apenas Julie ali, então diz para ela que se ela não limpar tudo aquilo até o fim do recreio, ela vai ser expulsa da escola. Jp então se safa e Julie tem que limpar toda a sala sozinha. Nicolas aparece e ajuda Julie com a limpeza. Nicolas reclama da atitude covarde de JP. JP ironiza Nicolas e o ameaça de dar-lhe uma surra, os dois se estranham dentro da sala de aula e assim que a professora entra os dois decidem resolver suas rinchas na hora do recreio no pátio da escola. Nicolas, então, briga com Jp e ganha a briga, fazendo Jp ser expulso da escola. Participação Especial: Gabriel Falcão como JP.       |                                  |                        |                        |
| 17 | "O Guardião da Floresta Negra"   | 20 de Abril de 2012    | 8 de Abril de 2012     |
| Nicolas e Julie viram super amigos, e resolvem sair para um encontro. Só que, misteriosamente, Nicolas recebe um SMS do celular de Julie desmarcando o encontro. Ele também recebe uma mensagem de Julie dizendo que ele é uma anta. Julie diz que não foi ela, e ele acredita. Julie acha que foi Daniel, então briga com ele. Nicolas pede para Julie filmar ele com sua turma ´encenando uma batalha medieval em um Live-Action RPG, só que com ele usando máscara, para ninguém ver que é ele, e depois postarem na internet. Só que, alguém, que não foi Julie, posta o vídeo com uma cena em que mostra o rosto de Nicolas, e manda para todos os alunos da escola pelo e-mail de Julie. Nicolas então é ridicularizado pela escola inteira e, achando que foi Julie, briga sério com ela. Demétrius diz para Daniel que foi ele quem fez tudo aquilo com Julie, e que ele só vai parar se os fantasmas pararem de se comunicar com Julie. O episódio acaba com Julie, achando que foi Daniel quem postou o vídeo, falando para ele sumir da vida dela.       |                                  |                        |                        |
| 18 | "O Último Show"                  | 23 de abril de 2012    | 14 de abril de 2012    |
| Demétrius venceu e os fantasmas não podem mais tocar com Julie. Então a banda decide se despedir em grande estilo, com o maior show da história! Mas... no aniversário do primo nerd e estranho da Bia? Agora eles vão fazer deste show um show que ninguém mais esquecerá. No fim do episódio, Julie acha um bilhete dos fantasmas onde dizia: "Julie, valeu por tudo". |                                  |                        |                        |
| 19 | "A Mãe da Julie"                 | 25 de abril de 2012    | 14 de abril de 2012    |
| Para Julie sua vida acabou, perdeu sua banda e o menino de que ela gostava a odeia. Mas o pai dela viajou e ficará fora por uma semana, o que seria uma boa para Julie acaba se tornando em uma desgradavel visita de sua Mãe, uma ambientalista, que ficará cuidando de Julie e Pedrinho enquanto seu pai está fora. Mas a mãe de Julie não é uma mãe comum, e isso faz a relação entre mãe e filha muito difícil. |                                  |                        |                        |
| 20 | "A Melhor Composição"            | 26 de abril de 2012    | 15 de abril de 2012    |
| Julie descobre que vai ter audições para ver as bandas que vão participar do concurso que escolhe qual vai ser a banda que vai abrir o show do cantor Reinaldo Zavarce, e compõe uma música para tocar na audição, mas Thalita rouba a música e faz audição com a música de Julie. Julie então compõe outra música, e também passa no teste. Assim, as duas vão ter que competir para ver quem vai abrir o show. Enquanto isso Daniel, Martim e Felix começam a investigar a vida de Demetrius para descobrir algum podre dele, para que deixem eles em paz e para poder voltar a tocar com Julie. Enquanto isso, Bia investiga nos arquivos da escola e descobre algo surpreedente sobre o passado de Julie. |                                  |                        |                        |
| 21 | "Melhores Amigas"                | 27 de abril de 2012    | 15 de abril de 2012    |
| Bia descobre que Julie e Thalita já foram grandes amigas. Julie então conta toda a história sobre sua amizade com Thalita e porque Thalita agora a odeia. Enquanto isso, os fantasmas descobrem que Demétrius já foi músico e como nunca teve sucesso, ficou revoltado e por isso não deixa nenhum fantasma falar com os vivos. Daniel, Félix e Martim então fazem um acordo com Demétrius, para ele deixá-los em paz, assim eles não contariam para ninguém que Demétrius já foi músico. Participação especial: Edu Guimarães como "Demétrius". |                                  |                        |                        |
| 22 | "Festival"                       | 30 de abril de 2012    | 21 de abril de 2012    |
| É o dia do festival em que vão escolher quem vai abrir o show de Reinaldo Zavarce, Thalita não canta a música que roubou de Julie mas mesmo assim prova ser uma grande cantora, assustando Julie. Enquanto isso os fantasmas tentam chegar a tempo para ajudar Julie na audição, enquanto Julie recebe instruções de como entrar e se apresentar, Thalita danifica seu violão fazendo-a pagar um mico na frente da platéia, mas os fantasmas chegam a tempo para salvar a garota e assim conseguindo se apresentar. Participação especial: Reinaldo Zavarce como ele mesmo. |                                  |                        |                        |
| 23 | "A Grande Chance"                | 1º de maio de 2012     | 21 de abril de 2012    |
| Julie recebeu uma proposta de Alexandre Borotti, um dos melhores produtores musicais do país. Ele está disposto em investir na carreira de Julie, mas apenas Julie, não os fantasmas. Julie não quer ser famosa sem sua banda mas os fantasmas ainda insistem para que ela aceite a proposta de Alexandre para uma carreira solo. Enquanto isso, o subordinado de Demetrius conseguiu uma escuta da edícula, com medo que seu subordinado descubra o porquê de Demetrius está permitindo os fantasmas a tocar. Ele envia de proposito seu subordinado em uma missão que acaba em fracasso, Fazendo assim, seu subordinado ser expulso da Polícia Espectral e livre da cola dos fantasmas. No estúdio, Alexandre Borotti tenta mudar Julie radicalmente para que agrade as gravadoras, mas Julie não aceita as mudanças. Mesmo assim Alexandre Borotti oferece um contrato promissor para Julie, ela assina um 'dane-se você' e sai da gravadora, voltando a ser a vocalista da banda junto com os fantasmas.                                                        |                                  |                        |                        |
| 24 | "Halloween"                      | 2 de Maio de 2012      | 29 de abril de 2012    |
| Julie é convidada para uma festa de dia das bruxas e os fantasmas vão disfarçados. Durante a festa, Valtinho entrega um bilhete a Julie dizendo que ela é a "monstra mais bonita da festa", ela pergunta a Valtinho quem mandou o bilhete, mas Valtinho se recusa a revelar quem é. Ela pede para Daniel descobrir quem tinha mandado o bilhete, e ele descobre que foi Nicolas. Mas, Daniel mente para Julie que foi ele mesmo quem mandou. |                                  |                        |                        |
| 25 | "A Verdade"                      | 3 de Maio de 2012      | 29 de abril de 2012    |
| Os Insólitos recebem um comentário no site deles dizendo que a banda era ótima, a vocalista sensacional, mas que só tinha um problema: Daniel era o pior guitarrista que já havia existido. Valtinho então conta para Julie que foi Nicolas quem mandou isso para ela secretamente, pois ele gostava de Julie. Bia e Valtinho então armam para Julie e Nicolas voltarem a se falar. Eles fazem as pazes e voltam a ser amigos, pois Julie conta para ele que foi um fantasma quem mandou o vídeo para a escola inteira, e não ela. Só que, Valtinho, que escutou Julie conversando com Nicolas, conta para um amigo fofoqueiro sobre a conversa, a qual se espalha pela escola inteira, que começa a chamar Julie de louca por ela dizer que enxerga fantasmas. Daniel, descobre-se apaixonado por Julie e, por ciúmes de ela estar se aproximando de Nicolas, ele assombra o garoto durante a noite e diz que se ele não parasse de falar com Julie, ele voltaria a assombrá-lo.                                                                                   |                                  |                        |                        |
| 26 | "Guerra é Guerra"                | 4 de Maio de 2012      | 29 de abril de 2012    |
| Nicolas começa a fugir de Julie por medo de Daniel voltar a assombrá-lo, e quando Julie pergunta a ele por que ele estava fugindo dela, Nicolas inventa que é porque ele tinha vergonha de andar com ela porque a escola toda estava chamando ela de louca. Julie então fica furiosa com Nicolas e Daniel se aproveita disso para convidá-la para sair com ele. Daniel tenta beijar Julie, mas ela não o beija por ainda gostar de Nicolas.Daniel, não consegue continuar mentindo e, conta para Julie que Nicolas só inventou a história da vergonha porque tinha medo de que o fantasma continuasse assombrando ele. No dia seguinte, na aula, Nicolas faz uma declaração na frente da escola inteira dizendo que fantasma nenhum ia conseguir impedí-lo de ficar com Julie. Eles beijam na frente de todos. Julie volta a ser amiga de Daniel e continua com a banda, sendo namorada de Nicolas.E o episódio acaba com os Insólitos tocando em um show na loja de Klaus. Nota: Este é o último episódio da série.                                                |                                  |                        |                        |